# Orvasca subnotata
Orvasca subnotata is een donsvlinder uit de familie van de spinneruilen (Erebidae). De wetenschappelijke naam van de soort is voor het eerst geldig gepubliceerd in 1865 door Walker.

## Synoniemen
- Euproctis polydorus Schintlmeister, 1994